# Pedro Ortaça
Pedro Marques Ortaça (São Luiz Gonzaga, 29 de junho de 1942) mais conhecido por Pedro Ortaça é um cantor, compositor e violonista brasileiro de música nativista. Canta as coisas do seu passado e homenageia outros cantores missioneiros como Jayme Caetano Braun, Cenair Maicá e Noel Guarany, os quatro artistas chamados Troncos Missioneiros. Em 2006, foi agraciado com o Prêmio Vitor Mateus Teixeira, entregue pela Assembléia Legislativa do Rio Grande do Sul.
Em 2009, lançou um DVD homônimo, gravado em São Miguel das Missões, São Borja, São Luiz Gonzaga e Santo Ângelo. Também, junto com sua família, apresentou o programa Orgulho Gaúcho, na Rádio Missioneira AM 1010 de São Luiz Gonzaga, transmitido aos domingos do meio-dia às 13h. 
É pai dos também cantores Gabriel Ortaça, Alberto Ortaça e Marianita Ortaça, frutos do seu relacionamento com Rose Ortaça, para quem dedicou uma canção intitulada "Companheira".

## Discografia

### Álbuns de estúdio
- 1977 - Mensagem dos Sete Povos - Cid Discos
- 1979 - Chão Colorado - Querência
- 1982 - Missões, Guitarra e Herança - Copacabana
- 1988 - Troncos Missioneiros - USA Discos (com Noel Guarany, Jayme Caetano Braun e Cenair Maicá)
- 1989 - Timbre de Galo - Acit
- 1991 - Apontando o Rumo - Beverly
- 1992 - De Guerreiro a Payador - Acit
- 1995 - Grito da Terra - Acit
- 1998 - 17 Grandes Sucessos de Pedro Ortaça - Acit
- 2000 - Galo Missioneiro  - Acit
- 2007 - Pátria Colorada - Acit
- 2010 - De Igual pra Igual - Acit
- 2015 - Pedro Ortaça & Filhos

### Videografia
- 2009 - DVD Pedro Ortaça - Acit

## Prêmios e indicações

### Prêmio Açorianos
| Ano  | Categoria                     | Indicação       | Resultado |
| ---- | ----------------------------- | --------------- | --------- |
| 2003 | Disco de Música Regional      | Pátria Colorada | Indicado  |
| 2010 | Intérprete de Música Regional | Pedro Ortaça    | Indicado  |
| 2014 | Intérprete de Música Regional | Pedro Ortaça    | Indicado  |